# Liga Europy UEFA (2013/2014)/Faza grupowa
Do startu w fazie grupowej uprawnionych było 48 drużyn (w tym 31 zwycięzców rundy play-off Ligi Europy, 9 przegranych rundy play-off Ligi Mistrzów, 7 zwycięzców krajowych pucharów i 1 drużyna wylosowana spośród przegranych rundy play-off Ligi Europy).

## Losowanie
Losowanie odbyło się 30 sierpnia 2013 roku. Wszystkie zespoły zostały podzielone na 4 koszyki. Następnie zostały rozlosowane zespoły i podzielone na 12 grup po 4 drużyny w każdej. Do jednej grupy nie mogły trafić drużyny z tego samego koszyka i federacji.
    drużyny, które awansowały z rundy play-off Ligi Europy
    drużyny, które awansowały z rundy play-off Ligi Mistrzów
    drużyna wylosowana spośród przegranych rundy play-off Ligi Europy
| Koszyk 1           | Koszyk 1 |
| Drużyna            | Współ.   |
| ------------------ | -------- |
| Valencia CF        | 102.605  |
| Olympique Lyon     | 95.800   |
| Tottenham Hotspur  | 69.592   |
| Dynamo Kijów       | 68.951   |
| PSV Eindhoven      | 64.945   |
| Girondins Bordeaux | 59.800   |
| Rubin Kazań        | 58.266   |
| Sevilla FC         | 55.105   |
| Standard Liège     | 45.880   |
| Fiorentina         | 42.829   |
| Lazio              | 41.829   |
| AZ Alkmaar         | 39.445   |

| Koszyk 2          | Koszyk 2 |
| Drużyna           | Współ.   |
| ----------------- | -------- |
| APOEL Nikozja     | 35.366   |
| PAOK FC           | 28.800   |
| Red Bull Salzburg | 28.075   |
| KRC Genk          | 26.880   |
| Dinamo Zagrzeb    | 25.916   |
| Dnipro            | 23.951   |
| Trabzonspor       | 21.400   |
| Anży Machaczkała  | 20.266   |
| Real Betis        | 17.605   |
| Wigan Athletic    | 16.592   |
| Swansea City      | 16.592   |
| SC Freiburg       | 15.922   |

| Koszyk 3             | Koszyk 3 |
| Drużyna              | Współ.   |
| -------------------- | -------- |
| Eintracht Frankfurt  | 15.922   |
| Vitória Guimarães    | 14.333   |
| Legia Warszawa       | 13.650   |
| Maccabi Tel Awiw     | 13.575   |
| Rapid Wiedeń         | 13.075   |
| FC Paços de Ferreira | 12.833   |
| GD Estoril-Praia     | 11.833   |
| Sheriff Tyraspol     | 11.533   |
| Czornomoreć Odessa   | 9.951    |
| NK Maribor           | 9.941    |
| Kubań Krasnodar      | 9.266    |
| IF Elfsborg          | 8.125    |

| Koszyk 4            | Koszyk 4 |
| Drużyna             | Współ.   |
| ------------------- | -------- |
| Maccabi Tel Awiw    | 8.075    |
| Slovan Liberec      | 7.745    |
| FC Thun             | 7.285    |
| SV Zulte Waregem    | 6.880    |
| Apollon Limassol    | 6.336    |
| Tromsø IL           | 6.335    |
| FC Sankt Gallen     | 5.785    |
| Esbjerg fB          | 5.140    |
| HNK Rijeka          | 4.916    |
| Pandurii Târgu Jiu  | 4.604    |
| Łudogorec Razgrad   | 3.450    |
| Szachtior Karaganda | 2.941    |

## Grupy
Zasady ustalania kolejności w tabeli:
1. liczba zdobytych punktów w całej rundzie;
2. liczba punktów zdobyta w meczach bezpośrednich;
3. różnica bramek w meczach bezpośrednich;
4. liczba bramek zdobytych na wyjeździe w meczach bezpośrednich
5. różnica bramek w całej rundzie;
6. liczba zdobytych bramek w całej rundzie;
7. współczynnik drużyny z poprzednich 5 sezonów.

| Kolory w tabeli grup                         |
| -------------------------------------------- |
| Zespoły, które awansowały do fazy pucharowej |

### Grupa A
Zasady ustalania kolejności: patrz wyżej
| Lp. | Drużyna         | M | Mecze | Mecze | Mecze | Bramki | Bramki | Bramki | Pkt |
| Lp. | Drużyna         | M | W     | R     | P     | +      | −      | +/−    | Pkt |
| --- | --------------- | - | ----- | ----- | ----- | ------ | ------ | ------ | --- |
| 1.  | Valencia CF     | 6 | 4     | 1     | 1     | 12     | 7      | +5     | 13  |
| 2.  | Swansea City    | 6 | 2     | 2     | 2     | 6      | 4      | +2     | 8   |
| 3.  | Kubań Krasnodar | 6 | 1     | 3     | 2     | 7      | 7      | 0      | 6   |
| 3.  | FC Sankt Gallen | 6 | 2     | 0     | 4     | 6      | 13     | −7     | 6   |

|                 | VAL | SWA | KUB | GAL |
| --------------- | --- | --- | --- | --- |
| Valencia CF     | –   | 0:3 | 1:1 | 5:1 |
| Swansea City    | 0:1 | –   | 1:1 | 1:0 |
| Kubań Krasnodar | 0:2 | 1:1 | –   | 4:0 |
| FC Sankt Gallen | 2:3 | 1:0 | 2:0 | –   |

### Grupa B
Zasady ustalania kolejności: patrz wyżej
| Lp. | Drużyna            | M | Mecze | Mecze | Mecze | Bramki | Bramki | Bramki | Pkt |
| Lp. | Drużyna            | M | W     | R     | P     | +      | −      | +/−    | Pkt |
| --- | ------------------ | - | ----- | ----- | ----- | ------ | ------ | ------ | --- |
| 1.  | Łudogorec Razgrad  | 6 | 5     | 1     | 0     | 11     | 2      | +9     | 16  |
| 2.  | Czornomoreć Odessa | 6 | 3     | 1     | 2     | 6      | 6      | 0      | 10  |
| 3.  | PSV Eindhoven      | 6 | 2     | 1     | 3     | 4      | 5      | −1     | 7   |
| 3.  | Dinamo Zagrzeb     | 6 | 0     | 1     | 5     | 3      | 11     | −8     | 1   |

|                    | PSV | DIN | CZO | RAZ |
| ------------------ | --- | --- | --- | --- |
| PSV Eindhoven      | –   | 2:0 | 0:1 | 0:2 |
| Dinamo Zagrzeb     | 0:0 | –   | 1:2 | 1:2 |
| Czornomoreć Odessa | 0:2 | 2:1 | –   | 0:1 |
| Łudogorec Razgrad  | 2:0 | 3:0 | 1:1 | –   |

### Grupa C
Zasady ustalania kolejności: patrz wyżej
| Lp. | Drużyna           | M | Mecze | Mecze | Mecze | Bramki | Bramki | Bramki | Pkt |
| Lp. | Drużyna           | M | W     | R     | P     | +      | −      | +/−    | Pkt |
| --- | ----------------- | - | ----- | ----- | ----- | ------ | ------ | ------ | --- |
| 1.  | Red Bull Salzburg | 6 | 6     | 0     | 0     | 15     | 3      | +12    | 18  |
| 2.  | Esbjerg fB        | 6 | 4     | 0     | 2     | 8      | 8      | 0      | 12  |
| 3.  | IF Elfsborg       | 6 | 1     | 1     | 4     | 5      | 10     | −5     | 4   |
| 3.  | Standard Liège    | 6 | 0     | 1     | 5     | 6      | 13     | −7     | 1   |

|                   | STL | RBS | ELF | ESB |
| ----------------- | --- | --- | --- | --- |
| Standard Liège    | –   | 1:3 | 1:3 | 1:2 |
| Red Bull Salzburg | 2:1 | –   | 4:0 | 3:0 |
| IF Elfsborg       | 1:1 | 0:1 | –   | 1:2 |
| Esbjerg fB        | 2:1 | 1:2 | 1:0 | –   |

### Grupa D
Zasady ustalania kolejności: patrz wyżej
| Lp. | Drużyna          | M | Mecze | Mecze | Mecze | Bramki | Bramki | Bramki | Pkt |
| Lp. | Drużyna          | M | W     | R     | P     | +      | −      | +/−    | Pkt |
| --- | ---------------- | - | ----- | ----- | ----- | ------ | ------ | ------ | --- |
| 1.  | Rubin Kazań      | 6 | 4     | 2     | 0     | 14     | 4      | +10    | 14  |
| 2.  | NK Maribor       | 6 | 2     | 1     | 3     | 9      | 12     | −3     | 7   |
| 3.  | SV Zulte Waregem | 6 | 2     | 1     | 3     | 4      | 10     | −6     | 7   |
| 3.  | Wigan Athletic   | 6 | 1     | 2     | 3     | 6      | 7      | −1     | 5   |

|                  | RUB | WIG | MAR | ZWA |
| ---------------- | --- | --- | --- | --- |
| Rubin Kazań      | –   | 1:0 | 1:1 | 4:0 |
| Wigan Athletic   | 1:1 | –   | 3:1 | 1:2 |
| NK Maribor       | 2:5 | 2:1 | –   | 0:1 |
| SV Zulte Waregem | 0:2 | 0:0 | 1:3 | –   |

### Grupa E
Zasady ustalania kolejności: patrz wyżej
| Lp. | Drużyna              | M | Mecze | Mecze | Mecze | Bramki | Bramki | Bramki | Pkt |
| Lp. | Drużyna              | M | W     | R     | P     | +      | −      | +/−    | Pkt |
| --- | -------------------- | - | ----- | ----- | ----- | ------ | ------ | ------ | --- |
| 1.  | Fiorentina           | 6 | 5     | 1     | 0     | 12     | 3      | +9     | 16  |
| 2.  | Dnipro               | 6 | 4     | 0     | 2     | 11     | 5      | +6     | 12  |
| 3.  | FC Paços de Ferreira | 6 | 0     | 3     | 3     | 1      | 8      | −7     | 3   |
| 3.  | Pandurii Târgu Jiu   | 6 | 0     | 2     | 4     | 3      | 11     | −8     | 2   |

|                      | FIO | DNI | PAÇ | PAN |
| -------------------- | --- | --- | --- | --- |
| Fiorentina           | –   | 2:1 | 3:0 | 3:0 |
| Dnipro               | 1:2 | –   | 2:0 | 4:1 |
| FC Paços de Ferreira | 0:0 | 0:2 | –   | 1:1 |
| Pandurii Târgu Jiu   | 1:2 | 0:1 | 0:0 | –   |

### Grupa F
Zasady ustalania kolejności: patrz wyżej
| Lp. | Drużyna             | M | Mecze | Mecze | Mecze | Bramki | Bramki | Bramki | Pkt |
| Lp. | Drużyna             | M | W     | R     | P     | +      | −      | +/−    | Pkt |
| --- | ------------------- | - | ----- | ----- | ----- | ------ | ------ | ------ | --- |
| 1.  | Eintracht Frankfurt | 6 | 5     | 0     | 1     | 13     | 4      | +9     | 15  |
| 2.  | Maccabi Tel Awiw    | 6 | 3     | 2     | 1     | 7      | 5      | +2     | 11  |
| 3.  | APOEL Nikozja       | 6 | 1     | 2     | 3     | 3      | 8      | −5     | 5   |
| 3.  | Girondins Bordeaux  | 6 | 1     | 0     | 5     | 4      | 10     | −6     | 3   |

|                     | BOR | APN | FRA | MTA |
| ------------------- | --- | --- | --- | --- |
| Girondins Bordeaux  | –   | 2:1 | 0:1 | 1:2 |
| APOEL Nikozja       | 2:1 | –   | 0:3 | 0:0 |
| Eintracht Frankfurt | 3:0 | 2:0 | –   | 2:0 |
| Maccabi Tel Awiw    | 1:0 | 0:0 | 4:2 | –   |

### Grupa G
Zasady ustalania kolejności: patrz wyżej
| Lp. | Drużyna      | M | Mecze | Mecze | Mecze | Bramki | Bramki | Bramki | Pkt |
| Lp. | Drużyna      | M | W     | R     | P     | +      | −      | +/−    | Pkt |
| --- | ------------ | - | ----- | ----- | ----- | ------ | ------ | ------ | --- |
| 1.  | KRC Genk     | 6 | 4     | 2     | 0     | 10     | 5      | +5     | 14  |
| 2.  | Dynamo Kijów | 6 | 3     | 1     | 2     | 11     | 7      | +4     | 10  |
| 3.  | Rapid Wiedeń | 6 | 1     | 3     | 2     | 8      | 10     | −2     | 6   |
| 3.  | FC Thun      | 6 | 1     | 0     | 5     | 3      | 10     | −7     | 3   |

|              | GNK | DKV | RPD | THU |
| ------------ | --- | --- | --- | --- |
| KRC Genk     | –   | 3:1 | 1:1 | 2:1 |
| Dynamo Kijów | 0:1 | –   | 3:1 | 3:0 |
| Rapid Wiedeń | 2:2 | 2:2 | –   | 2:1 |
| FC Thun      | 0:1 | 0:2 | 1:0 | –   |

### Grupa H
Zasady ustalania kolejności: patrz wyżej
| Lp. | Drużyna          | M | Mecze | Mecze | Mecze | Bramki | Bramki | Bramki | Pkt |
| Lp. | Drużyna          | M | W     | R     | P     | +      | −      | +/−    | Pkt |
| --- | ---------------- | - | ----- | ----- | ----- | ------ | ------ | ------ | --- |
| 1.  | Sevilla FC       | 6 | 3     | 3     | 0     | 9      | 4      | +5     | 12  |
| 2.  | Slovan Liberec   | 6 | 2     | 3     | 1     | 9      | 8      | +1     | 9   |
| 3.  | SC Freiburg      | 6 | 1     | 3     | 2     | 5      | 8      | −3     | 6   |
| 3.  | GD Estoril-Praia | 6 | 0     | 3     | 3     | 5      | 8      | −3     | 3   |

|                  | SEV | FRG | EST | SLL |
| ---------------- | --- | --- | --- | --- |
| Sevilla FC       | –   | 2:0 | 1:1 | 1:1 |
| SC Freiburg      | 0:2 | –   | 1:1 | 2:2 |
| GD Estoril-Praia | 1:2 | 0:0 | –   | 1:2 |
| Slovan Liberec   | 1:1 | 1:2 | 2:1 | –   |

### Grupa I
Zasady ustalania kolejności: patrz wyżej
| Lp. | Drużyna           | M | Mecze | Mecze | Mecze | Bramki | Bramki | Bramki | Pkt |
| Lp. | Drużyna           | M | W     | R     | P     | +      | −      | +/−    | Pkt |
| --- | ----------------- | - | ----- | ----- | ----- | ------ | ------ | ------ | --- |
| 1.  | Olympique Lyon    | 6 | 3     | 3     | 0     | 6      | 3      | +3     | 12  |
| 2.  | Real Betis        | 6 | 2     | 3     | 1     | 3      | 2      | +1     | 9   |
| 3.  | Vitória Guimarães | 6 | 1     | 2     | 3     | 6      | 5      | +1     | 5   |
| 3.  | HNK Rijeka        | 6 | 0     | 4     | 2     | 2      | 7      | −5     | 4   |

|                   | LYO | BET | VGU | RIJ |
| ----------------- | --- | --- | --- | --- |
| Olympique Lyon    | –   | 1:0 | 1:1 | 1:0 |
| Real Betis        | 0:0 | –   | 1:0 | 0:0 |
| Vitória Guimarães | 1:2 | 0:1 | –   | 4:0 |
| HNK Rijeka        | 1:1 | 1:1 | 0:0 | –   |

### Grupa J
Zasady ustalania kolejności: patrz wyżej
| Lp. | Drużyna          | M | Mecze | Mecze | Mecze | Bramki | Bramki | Bramki | Pkt |
| Lp. | Drużyna          | M | W     | R     | P     | +      | −      | +/−    | Pkt |
| --- | ---------------- | - | ----- | ----- | ----- | ------ | ------ | ------ | --- |
| 1.  | Trabzonspor      | 6 | 4     | 2     | 0     | 13     | 6      | +7     | 14  |
| 2.  | Lazio            | 6 | 3     | 3     | 0     | 8      | 4      | +4     | 12  |
| 3.  | Apollon Limassol | 6 | 1     | 1     | 4     | 5      | 10     | −5     | 4   |
| 3.  | Legia Warszawa   | 6 | 1     | 0     | 5     | 2      | 8      | −6     | 3   |

|                  | TRA | LAZ | APL | LEG |
| ---------------- | --- | --- | --- | --- |
| Trabzonspor      | –   | 3:3 | 4:2 | 2:0 |
| Lazio            | 0:0 | –   | 2:1 | 1:0 |
| Apollon Limassol | 1:2 | 0:0 | –   | 0:2 |
| Legia Warszawa   | 0:2 | 0:2 | 0:1 | –   |

### Grupa K
Zasady ustalania kolejności: patrz wyżej
| Lp. | Drużyna           | M | Mecze | Mecze | Mecze | Bramki | Bramki | Bramki | Pkt |
| Lp. | Drużyna           | M | W     | R     | P     | +      | −      | +/−    | Pkt |
| --- | ----------------- | - | ----- | ----- | ----- | ------ | ------ | ------ | --- |
| 1.  | Tottenham Hotspur | 6 | 6     | 0     | 0     | 15     | 2      | +13    | 18  |
| 2.  | Anży Machaczkała  | 6 | 2     | 2     | 2     | 4      | 7      | −3     | 8   |
| 3.  | Sheriff Tyraspol  | 6 | 1     | 3     | 2     | 5      | 6      | −1     | 6   |
| 3.  | Tromsø IL         | 6 | 0     | 1     | 5     | 1      | 10     | −9     | 1   |

|                   | TOT | ANŻ | SHE | TIL |
| ----------------- | --- | --- | --- | --- |
| Tottenham Hotspur | –   | 4:1 | 2:1 | 3:0 |
| Anży Machaczkała  | 0:2 | –   | 1:1 | 1:0 |
| Sheriff Tyraspol  | 0:2 | 0:0 | –   | 2:0 |
| Tromsø IL         | 0:2 | 0:1 | 1:1 | –   |

### Grupa L
Zasady ustalania kolejności: patrz wyżej
| Lp. | Drużyna             | M | Mecze | Mecze | Mecze | Bramki | Bramki | Bramki | Pkt |
| Lp. | Drużyna             | M | W     | R     | P     | +      | −      | +/−    | Pkt |
| --- | ------------------- | - | ----- | ----- | ----- | ------ | ------ | ------ | --- |
| 1.  | AZ Alkmaar          | 6 | 3     | 3     | 0     | 8      | 4      | +4     | 12  |
| 2.  | PAOK FC             | 6 | 3     | 3     | 0     | 10     | 6      | +4     | 12  |
| 3.  | Maccabi Hajfa       | 6 | 1     | 2     | 3     | 6      | 9      | −3     | 5   |
| 3.  | Szachtior Karaganda | 6 | 0     | 2     | 4     | 5      | 10     | −5     | 2   |

|                     | AZ  | PAS | MHA | SZK |
| ------------------- | --- | --- | --- | --- |
| AZ Alkmaar          | –   | 1:1 | 2:0 | 1:0 |
| PAOK FC             | 2:2 | –   | 3:2 | 2:1 |
| Maccabi Hajfa       | 0:1 | 0:0 | –   | 2:1 |
| Szachtior Karaganda | 1:1 | 0:2 | 2:2 | –   |